# Coupe des Amériques féminine de basket-ball des moins de 18 ans 2024
Navigation
Argentine 2022 2026
La Coupe des Amériques féminine de basket-ball des moins de 18 ans 2024 se déroule à Bucaramanga en Colombie du 17 au 23 juin 2024. Il s'agit de la quatorzième édition de la compétition, instaurée en 1988.

## Équipes participantes

### Qualifications
8 équipes, issues des différentes zones de qualification du Championnat des Amériques U18, sont qualifiées pour cette compétition.
| Mode de qualification                                                                  | Places | Nations qualifiées                        |
| -------------------------------------------------------------------------------------- | ------ | ----------------------------------------- |
| Hôte du championnat des Amériques U18 2024                                             | 1      | Colombie                                  |
| Qualifications Championnat des Amériques U18 2024 (Zone Amérique du Nord)              | 2      | Canada États-Unis                         |
| Qualifications Championnat des Amériques U18 2024 (Zone Amérique centrale et Caraïbes) | 3      | Mexique Porto Rico République dominicaine |
| Qualifications Championnat des Amériques U18 2024 (Zone Amérique du Sud)               | 2      | Argentine Brésil                          |

## Rencontres

### Premier tour

#### Groupe A
| Rang | Équipe                 | Pts | J | G | P | Pp  | Pc  | Diff |  | Résultats (dom.\ext.)  |   |       |       |        |
| ---- | ---------------------- | --- | - | - | - | --- | --- | ---- |  | ---------------------- | - | ----- | ----- | ------ |
| 1    | Canada                 | 6   | 3 | 3 | 0 | 287 | 120 | 167  |  | Canada                 |   | 84-55 | 86-38 | 117-27 |
| 2    | Argentine              | 5   | 3 | 2 | 1 | 195 | 174 | 21   |  | Argentine              | - |       | 59-55 | 81-35  |
| 3    | Colombie               | 4   | 3 | 1 | 2 | 177 | 209 | -32  |  | Colombie               | - | -     |       | 84-64  |
| 4    | République dominicaine | 3   | 3 | 0 | 3 | 126 | 282 | -156 |  | République dominicaine | - | -     | -     |        |

#### Groupe B
| Rang | Équipe     | Pts | J | G | P | Pp  | Pc  | Diff |  | Résultats (dom.\ext.) |   |       |        |        |
| ---- | ---------- | --- | - | - | - | --- | --- | ---- |  | --------------------- | - | ----- | ------ | ------ |
| 1    | États-Unis | 6   | 3 | 3 | 0 | 314 | 93  | 221  |  | États-Unis            |   | 97-51 | 102-22 | 115-20 |
| 2    | Brésil     | 5   | 3 | 2 | 1 | 185 | 212 | -27  |  | Brésil                | - |       | 59-50  | 75-65  |
| 3    | Porto Rico | 4   | 3 | 1 | 2 | 141 | 225 | -84  |  | Porto Rico            | - | -     |        | 69-64  |
| 4    | Mexique    | 3   | 3 | 0 | 3 | 149 | 259 | -110 |  | Mexique               | - | -     | -      |        |

### Tableau final
|  | Quarts de finale | Quarts de finale       | Quarts de finale | Quarts de finale |           |           | Demi-finales | Demi-finales | Demi-finales                  | Demi-finales                  |                               |                               | Finale       | Finale       | Finale       | Finale       |
|  |                  |                        |                  |                  |           |           |              |              |                               |                               |                               |                               |              |              |              |              |
|  | 21 juin 2024     | 21 juin 2024           | 21 juin 2024     | 21 juin 2024     |           |           | 22 juin 2024 | 22 juin 2024 | 22 juin 2024                  | 22 juin 2024                  |                               |                               | 23 juin 2024 | 23 juin 2024 | 23 juin 2024 | 23 juin 2024 |
|  | 21 juin 2024     | 21 juin 2024           | 21 juin 2024     | 21 juin 2024     |           |           | 22 juin 2024 | 22 juin 2024 | 22 juin 2024                  | 22 juin 2024                  |                               |                               | 23 juin 2024 | 23 juin 2024 | 23 juin 2024 | 23 juin 2024 |
|  | A1               | Canada                 | 66               | 66               |           |           | 22 juin 2024 | 22 juin 2024 | 22 juin 2024                  | 22 juin 2024                  |                               |                               | 23 juin 2024 | 23 juin 2024 | 23 juin 2024 | 23 juin 2024 |
|  | A1               | Canada                 | 66               | 66               |           |           | 22 juin 2024 | 22 juin 2024 | 22 juin 2024                  | 22 juin 2024                  |                               |                               | 23 juin 2024 | 23 juin 2024 | 23 juin 2024 | 23 juin 2024 |
|  | B4               | Mexique                | 58               | 58               |           |           | 22 juin 2024 | 22 juin 2024 | 22 juin 2024                  | 22 juin 2024                  |                               |                               | 23 juin 2024 | 23 juin 2024 | 23 juin 2024 | 23 juin 2024 |
|  | B4               | Mexique                | 58               | 58               | Canada    | Canada    | 85           | 85           |                               |                               |                               |                               | 23 juin 2024 | 23 juin 2024 | 23 juin 2024 | 23 juin 2024 |
|  | 21 juin 2024     |                        |                  |                  | Canada    | Canada    | 85           | 85           |                               |                               |                               |                               | 23 juin 2024 | 23 juin 2024 | 23 juin 2024 | 23 juin 2024 |
|  |                  |                        | Brésil           | Brésil           | 46        | 46        |              |              |                               |                               |                               |                               | 23 juin 2024 | 23 juin 2024 | 23 juin 2024 | 23 juin 2024 |
|  | B2               | Brésil                 | Brésil           | Brésil           | 46        | 46        | 73           | 73           |                               |                               |                               |                               | 23 juin 2024 | 23 juin 2024 | 23 juin 2024 | 23 juin 2024 |
|  | B2               | Brésil                 | 22 juin 2024     |                  |           |           | 73           | 73           |                               |                               |                               |                               | 23 juin 2024 | 23 juin 2024 | 23 juin 2024 | 23 juin 2024 |
|  | A3               | Colombie               | 55               | 55               |           |           |              |              |                               |                               |                               |                               | 23 juin 2024 | 23 juin 2024 | 23 juin 2024 | 23 juin 2024 |
|  | A3               | Colombie               | 55               | 55               | Canada    | Canada    | 69           | 69           |                               |                               |                               |                               |              |              |              |              |
|  | 21 juin 2024     |                        |                  |                  | Canada    | Canada    | 69           | 69           |                               |                               |                               |                               |              |              |              |              |
|  |                  |                        | États-Unis       | États-Unis       | 80        | 80        |              |              |                               |                               |                               |                               |              |              |              |              |
|  | A2               | Argentine              | États-Unis       | États-Unis       | 80        | 80        | 69           | 69           |                               |                               |                               |                               |              |              |              |              |
|  | A2               | Argentine              |                  |                  |           |           |              |              |                               |                               |                               |                               |              |              |              |              |
|  | B3               | Porto Rico             | 58               | 58               |           |           |              |              |                               |                               |                               |                               |              |              |              |              |
|  | B3               | Porto Rico             | 58               | 58               | Argentine | Argentine | 32           | 32           | Match pour la troisième place | Match pour la troisième place | Match pour la troisième place | Match pour la troisième place |              |              |              |              |
|  | 21 juin 2024     |                        |                  |                  | Argentine | Argentine | 32           | 32           | Match pour la troisième place | Match pour la troisième place | Match pour la troisième place | Match pour la troisième place |              |              |              |              |
|  |                  |                        | États-Unis       | États-Unis       | 109       | 109       |              |              | 23 juin 2024                  | 23 juin 2024                  | 23 juin 2024                  | 23 juin 2024                  |              |              |              |              |
|  | B1               | États-Unis             | États-Unis       | États-Unis       | 109       | 109       | 125          | 125          | 23 juin 2024                  | 23 juin 2024                  | 23 juin 2024                  | 23 juin 2024                  |              |              |              |              |
|  | B1               | États-Unis             |                  |                  |           |           |              | 125          |                               |                               | Brésil                        | Brésil                        | 66           | 66           |              |              |
|  | A4               | République dominicaine | 27               | 27               |           |           |              |              |                               |                               | Brésil                        | Brésil                        | 66           | 66           |              |              |
|  | A4               | République dominicaine | 27               | 27               | Argentine | Argentine | 73           | 73           |                               |                               |                               |                               |              |              |              |              |
|  |                  |                        |                  |                  |           |           |              |              |                               |                               |                               |                               |              |              |              |              |

### Matches de classement

#### Matches pour la5eplace
|  | Tour de classement 5e - 8e | Tour de classement 5e - 8e | Tour de classement 5e - 8e | Tour de classement 5e - 8e |                        |          | Match pour la 5e place | Match pour la 5e place | Match pour la 5e place | Match pour la 5e place |
|  |                            |                            |                            |                            |                        |          |                        |                        |                        |                        |
|  | 22 juin 2024               | 22 juin 2024               | 22 juin 2024               | 22 juin 2024               |                        |          | 23 juin 2024           | 23 juin 2024           | 23 juin 2024           | 23 juin 2024           |
|  | Mexique                    | Mexique                    | 60                         | 60                         |                        |          | 23 juin 2024           | 23 juin 2024           | 23 juin 2024           | 23 juin 2024           |
|  | Mexique                    | Mexique                    | 60                         | 60                         |                        |          | 23 juin 2024           | 23 juin 2024           | 23 juin 2024           | 23 juin 2024           |
|  | Colombie                   | Colombie                   | 62                         | 62                         |                        |          | 23 juin 2024           | 23 juin 2024           | 23 juin 2024           | 23 juin 2024           |
|  | Colombie                   | Colombie                   | 62                         | 62                         | Colombie               | Colombie | 46                     | 46                     |                        |                        |
|  | 22 juin 2024               |                            |                            |                            | Colombie               | Colombie | 46                     | 46                     |                        |                        |
|  |                            |                            | Porto Rico                 | Porto Rico                 | 57                     | 57       |                        |                        |                        |                        |
|  | Porto Rico                 | Porto Rico                 | Porto Rico                 | Porto Rico                 | 57                     | 57       | 72                     | 72                     |                        |                        |
|  | Porto Rico                 | Porto Rico                 |                            |                            |                        |          |                        | 72                     |                        |                        |
|  | République dominicaine     | République dominicaine     | 51                         | 51                         |                        |          |                        |                        |                        |                        |
|  | République dominicaine     | République dominicaine     | 51                         | 51                         | Match pour la 7e place |          |                        |                        |                        |                        |
|  |                            |                            |                            |                            |                        |          |                        |                        |                        |                        |
|  | 23 juin 2024               |                            |                            |                            |                        |          |                        |                        |                        |                        |
|  | Mexique                    | Mexique                    | 81                         | 81                         |                        |          |                        |                        |                        |                        |
|  | Mexique                    | Mexique                    | 81                         | 81                         |                        |          |                        |                        |                        |                        |
|  | République dominicaine     | République dominicaine     | 55                         | 55                         |                        |          |                        |                        |                        |                        |
|  | République dominicaine     | République dominicaine     | 55                         | 55                         |                        |          |                        |                        |                        |                        |

## Classement final
| Place                        | Équipe                 | Vict.-Déf. |
| ---------------------------- | ---------------------- | ---------- |
| Médaille d'or, Amérique      | États-Unis             | 6 - 0      |
| Médaille d'argent, Amérique  | Canada                 | 5 - 1      |
| Médaille de bronze, Amérique | Argentine              | 4 - 2      |
| 4                            | Brésil                 | 3 - 3      |
| 5                            | Porto Rico             | 3 - 3      |
| 6                            | Colombie               | 2 - 4      |
| 7                            | Mexique                | 1 - 5      |
| 8                            | République dominicaine | 0 - 6      |

- Qualification pour la Coupe du Monde U19 2025

## Leaders statistiques

### Points
| Place | Nom              | Équipe     | PPM  |
| ----- | ---------------- | ---------- | ---- |
| 1     | Marta Moscarella | Colombie   | 19,8 |
| 2     | Ayla McDowell    | Brésil     | 14,8 |
| 2     | Jasmine Bascoe   | Canada     | 14,8 |
| 4     | Joyce Edwards    | États-Unis | 14,2 |
| 5     | Sienna Betts     | États-Unis | 13,2 |

### Rebonds
| Place | Nom              | Équipe                 | RPM  |
| ----- | ---------------- | ---------------------- | ---- |
| 1     | Anny De Jesús    | République dominicaine | 12,3 |
| 2     | Marta Moscarella | Colombie               | 10,2 |
| 3     | Meredith Venner  | Colombie               | 10,0 |
| 4     | Nerea Lagowski   | Argentine              | 9,8  |
| 5     | Diann Jackson    | Porto Rico             | 9,5  |

### Passes décisives
| Place | Nom              | Équipe     | PDPM |
| ----- | ---------------- | ---------- | ---- |
| 1     | Jasmine Bascoe   | Canada     | 4,7  |
| 2     | Kayleigh Heckel  | États-Unis | 3,7  |
| 3     | Alivia McGill    | États-Unis | 3,3  |
| 4     | Jasmine Davidson | États-Unis | 3,2  |
| 4     | Alma Bourgarel   | Argentine  | 3,2  |

### Contres
| Place | Nom             | Équipe                 | CPM |
| ----- | --------------- | ---------------------- | --- |
| 1     | Meredith Venner | Colombie               | 2,3 |
| 2     | Madison Francis | États-Unis             | 2,0 |
| 3     | Sienna Betts    | États-Unis             | 1,8 |
| 3     | Carmela Núñez   | République dominicaine | 1,8 |
| 5     | Heloísa Duppre  | Brésil                 | 1,4 |

### Interceptions
| Place | Nom               | Équipe     | IPM |
| ----- | ----------------- | ---------- | --- |
| 1     | Marta Mosacrella  | Colombie   | 4,3 |
| 2     | Jasmine Bascoe    | Canada     | 3,8 |
| 3     | María Pérez       | Colombie   | 3,3 |
| 4     | Jasmine Davidson  | États-Unis | 2,7 |
| 5     | Patricia Augustin | Canada     | 2,5 |

### Évaluation
| Place | Nom              | Équipe     | EPM  |
| ----- | ---------------- | ---------- | ---- |
| 1     | Sienna Betts     | États-Unis | 19,8 |
| 2     | Joyce Edwards    | États-Unis | 17,3 |
| 3     | Jasmine Davidson | États-Unis | 16,8 |
| 4     | Ana Zesati       | Mexique    | 16,5 |
| 5     | Meredith Venner  | Colombie   | 16,3 |

## Récompenses
MVP de la compétition (meilleur joueur) Joyce Edwards
Meilleur cinq de la compétition
- Jasmine Bascoe
- Joyce Edwards
- Ayla McDowell
- Sienna Betts
- Nerea Lagowski